# 北海道立野幌総合運動公園陸上競技場
北海道立野幌総合運動公園陸上競技場（ほっかいどうりつのっぽろそうごううんどうこうえんりくじょうきょうぎじょう）は、北海道江別市にある陸上競技場。野幌総合運動公園にあり、インフィールドはサッカー、ラクロスなどに利用されている。

## 施設
- 利用期間（5月上旬から11月下旬）
- 1周400 m×8コース（全天候型ウレタン舗装）
- フィールド（106 m×70 m）
- 本部棟（管理棟・備品庫）

## アクセス
- 北海道旅客鉄道（JR北海道）野幌駅からバスで約10分[3]
- 北海道旅客鉄道（JR北海道）新札幌駅・札幌市営地下鉄新さっぽろ駅からバスで約30分[3]